# المخبر الاقتصادي
المُخبر الاقتصادي هو برنامج إقتصادي عربي وقناة يوتيوب أسسها أشرف إبراهيم، يتخصص في الصحافة الاستقصائية والتقارير الوثائقية حول القضايا الاقتصادية في العالم العربي. انطلقت في عام 2018م، وأصبحت أكبر قناة يوتيوب عربية متخصصة في تبسيط المحتوى الاقتصادي، وتقدم تحليلات مُعمقة حول مواضيع مختلفة تتعلق بالاقتصاد العربي والدولي تتراوح بين المالية الشخصية، والاستثمار، واتجاهات السوق ، والسياسات الحكومية، والعوامل الاجتماعية والاقتصادية التي تؤثر على الاقتصاد وتمس الحياة اليومية. تعمل القناة على تبسيط المفاهيم الاقتصادية المعقدة وتحويلها إلى صيغ سهلة الوصول وجذابة بأسلوب سهل وممتع. يغطي الكتاب القضايا المعاصرة والتاريخ الاقتصادي ، ويقدم تحليلات لاستراتيجيات الشركات والتأثيرات السياسات. اعتبارًا من عام 2025م، بلغ عدد المشتركين في القناة 2.6 مليون مشترك.   
اختار المؤسس اسم «المخبر الاقتصادي» تيمناً بكتاب يحمل نفس الاسم للصحفي الاقتصادي البريطاني تيم هارفورد ، والذي يبسط المفاهيم الاقتصادية ويربطها بحياة الناس بشكل بسيط.
يوجد من البرنامج نسخة أخرى بعنوان «المخبر الاقتصادي+» على منصة الجزيرة بلس (AJ+) ، مما أدى إلى توسيع البرنامج. تشتهر القناة بسردها الذي يعتمد على البيانات، واكتسبت شعبية كبيرة لتقاريرها النقدية حول الشؤون الاقتصادية في العالم العربي.